# Giuseppe Montello
Giuseppe Montello (* 7. Dezember 1992) ist ein ehemaliger italienischer Skilangläufer und Biathlet.

## Karriere
Giuseppe Montello startete für den CS Esercito. Er gab sein internationales Debüt bei den Biathlon-Juniorenweltmeisterschaften 2013 in Obertilliach, wo er 21. des Einzels, 20. des Sprints, Siebter der Verfolgung und verpasste im Staffelrennen als Viertplatzierter mit Benjamin und Andreas Plaickner sowie Thierry Chenal nur um einen Rang die Bronzemedaille. Daran schlossen sich die Juniorenrennen der Biathlon-Europameisterschaften 2013 in Bansko an, bei denen Montello 47. des Einzels, 30. des Sprint und 28. der Verfolgung wurde. Im weiteren Jahresverlauf gewann er bei den Juniorenrennen der Sommerbiathlon-Weltmeisterschaften 2013 in Forni Avoltri den Titel im Sprint und wurde Fünfter der Verfolgung. Zur ersten internationalen Meisterschaft bei den Männern wurden die Sommerbiathlon-Weltmeisterschaften 2013 in Forni Avoltri. An der Seite von Alexia Runggaldier, Nicole Gontier und Benjamin Plaickner gewann er im Mixed-Staffelrennen die Silbermedaille. Im Sprint der Junioren wurde er Fünfter, das Verfolgungsrennen bestritt er nicht.
National gewann Montello 2013 in Antholz den Titel im Massenstart der Junioren.
Im Skilanglauf nahm Montello von 2021 bis 2024 vorwiegend am Skilanglauf-Alpencup teil und kam dabei zweimal unter den ersten Zehn. Im Februar 2023 lief er in Toblach sein einziges Weltcuprennen, welches er auf dem 34. Platz über 10 km Freistil beendete. Im Jahr 2024 gewann er den Toblach–Cortina-Lauf.

## Statistiken

### Weltcupplatzierungen
Die Tabelle zeigt alle Platzierungen (je nach Austragungsjahr einschließlich Olympische Spiele und Weltmeisterschaften).
- 1.–3. Platz: Anzahl der Podiumsplatzierungen
- Top 10: Anzahl der Platzierungen unter den ersten zehn (einschließlich Podium)
- Punkteränge: Anzahl der Platzierungen innerhalb der Punkteränge (einschließlich Podium und Top 10)
- Starts: Anzahl gelaufener Rennen in der jeweiligen Disziplin
- Staffel: inklusive Mixed- und Single-Mixed-Staffeln

| Platzierung         | Einzel | Sprint | Verfolgung | Massenstart | Staffel | Gesamt |
| ------------------- | ------ | ------ | ---------- | ----------- | ------- | ------ |
| 1. Platz            |        |        |            |             |         |        |
| 2. Platz            |        |        |            |             |         |        |
| 3. Platz            |        |        |            |             |         |        |
| Top 10              |        |        |            |             | 7       | 7      |
| Punkteränge         | 1      | 2      | 2          |             | 11      | 16     |
| Starts              | 6      | 23     | 7          |             | 11      | 47     |
| Stand: Karriereende |        |        |            |             |         |        |

### Olympische Winterspiele
Ergebnisse bei Olympischen Winterspielen:
|                                             | Einzelwettbewerbe | Einzelwettbewerbe | Einzelwettbewerbe | Einzelwettbewerbe | Staffelwettbewerbe | Staffelwettbewerbe |
| Sprint                                      | Verfolgung        | Einzel            | Massenstart       | Herrenstaffel     | Mixedstaffel       |                    |
| ------------------------------------------- | ----------------- | ----------------- | ----------------- | ----------------- | ------------------ | ------------------ |
| Olympische Winterspiele 2018 \| Pyeongchang | 50.               | 39.               | 40.               | –                 | 12.                | –                  |